# Peleteria erschoffl
Peleteria erschoffl är en tvåvingeart som först beskrevs av Josef Aloizievitsch Portschinsky 1882.  Peleteria erschoffl ingår i släktet Peleteria och familjen parasitflugor. Inga underarter finns listade i Catalogue of Life.